# Astroloma conostephioides
Espèce
Astroloma est une espèce de plante à fleurs de la famille des Ericaceae. C'est un petit buisson endémique du sud-est de l'Australie. Cette plante atteint 1 m de haut et a un feuillage bleu-vert. Les fleurs sont rouges et tubulaires, et apparaissent entre mars et novembre dans la région d'origine de cette espèce. Elles sont consommées par les émeus. Les fruits sont rouges et gouteux, et mesurent 7 mm de diamètre.